# Евровидение: Хор — 2023
«Евровидение: Хор — 2023» (англ. Eurovision Choir 2023) — третий хоровой конкурс под эгидой Европейского вещательного союза (ЕВС) и Interkultur, который должен состояться в 2023 году. Страной-хозяйкой была выбрана Латвия. 17 мая Европейский вещательный союз (EBU) подтвердил, что запланированный «Евровидение: Хор — 2023» был официально отменен.

## Формат
По правилам конкурса, к участию допускаются любые профессиональные хоры из 4-45 человек. Продолжительность выступления каждого хора составляет 4 минуты. Номер может включать в себя одно или несколько произведений любого жанра, которые должны отражать национальный колорит страны-участницы. Также композиции должны исполняться а капелла, то есть без музыкального сопровождения.

## Участники
На момент отмены конкурса в конкурсе подтвердили участие 5 стран. Должен был состояться дебют Литвы.
| Страна                  | Хор     | Композиция(-и) | Язык |
| ----------------------- | ------- | -------------- | ---- |
| Бельгия                 |         |                |      |
| Латвия (страна-хозяйка) |         |                |      |
| Литва                   |         |                |      |
| Словения                |         |                |      |
| Уэльс                   | Кордидд |                |      |

## Другие страны
Чтобы страна имела право на потенциальное участие в конкурсе, она должна быть активным членом Европейского вещательного союза (ЕВС).

### Так стал и неясным статусом
- Шотландия — 31 декабря 2022 года пресс-служба шотландской телекомпании BBC Alba подтвердила, что рассматривает свое второе участие в конкурсе, и окончательное решение будет принято в конце января 2023 года[11]

### Могло бы быть возможное возвращение
- Австрия — 29 декабря 2022 года австрийская телекомпания ORF подтвердила, что не планирует возвращаться к участию в конкурсе без объяснения причин для такого решения[12]

### Отказ
- Финляндия — Исполнительный продюсер развлекательной программы Yle заявляет, что Финляндия не будет участвовать в конкурсе хора в выпуске 2023 года[13]

- Швейцария — 29 декабря 2022 года швейцарский телевещатель RTS подтвердил, что страна не примет участие в конкурсе[14].